# ديابلو (لعبة فيديو)
ديابلو (Diablo) هو اسم لعبة فيديو من فئة لعبة تقمّص الأدوار، أنتجتها بليزارد إنترتينمنت عام 1997.